# Pedro de Luna y Rojas
Pedro de Luna y Rojas ( ¿? –1602), fue un noble y militar castellano, titulado I Señor de Carrascal y Castrojimeno.

## Orígenes familiares
Pedro de Luna y Rojas, caballero de la Orden de Santiago, fue hijo de Antonio de Luna y Valois, VI Señor de Fuentidueña, y de Francisca de Rojas Enriquez, hermana del II marqués de Poza.

## Biografía
En 1558, el rey Felipe II, a causa de los onerosos gastos de su política exterior, se vio obligado a vender señoríos jurisdiccionales hereditarios entre los que se encontraban las villas de Carrascal y Castrojimeno. Ante esta situación, Antonio de Luna y Valois, VI Señor de Fuentidueña, aprovechó la ocasión para negociar un acuerdo con la hacienda real que le permitiese sumar ambos señoríos jurisdiccionales a cambio de un cuento y 344.000 maravedís.
En 1559, la infanta regente Juana de Austria, otorgó la carta de venta del Señorío de Carrascal y Castrojimeno a favor de Antonio de Luna y Valois, que fundó un mayorazgo de segundagenitura, incompatible con el Señorío de Fuentidueña, para Pedro de Luna y Rojas, primer hijo de su segundo matrimonio.
En 1593, Pedro de Luna y Rojas encabezó el cortejo fúnebre que trajo a Fuentidueña los restos mortales de Antonio de Luna y Valois, VI Señor de Fuentidueña.

## Muerte y sepultura
En 1580, se casó con María de Vivero, hija de los vizcondes de Altamira. Una vez muerta su esposa, Pedro de Luna y Rojas se ordenó presbítero y fue capellán mayor del monasterio de las Descalzas Reales de Madrid, retirándose por último al monasterio de El Paular de Segovia donde falleció, siendo enterrado en la Iglesia de San Miguel de Fuentidueña.

## Matrimonio e hijos
Pedro de Luna y Rojas contrajo matrimonio con Ana de Vivero, hija del Conde de Fuensaldaña, con la que tuvo varios hijos:
1. Antonio de Luna y Vivero, II Señor de Carrascal y Castrojimeno.[7]
2. Pedro de Luna y Vivero.

| Predecesor: Creación | Señor de Carrascal y Castrojimeno 1559 - 1602 | Sucesor: Antonio de Luna y Vivero |